# Batalla naval de Pungdo
La Batalla naval de Pungdo o Feng-Tao fue la primera batalla naval de la Primera guerra sino-japonesa. Tuvo lugar el 25 de julio de 1894 en las costas de Asan, Chungcheongnam-do, Corea, entre cruceros del Imperio del Japón y fuerzas de la Flota de Beiyang de la dinastía Qing.

## Antecedentes
Tanto la China de la dinastía Qing como Japón estaban interviniendo en Corea contra la Revuelta campesina Donghak. Mientras que China buscaba mantener su soberanía sobre Corea, Japón quería aumentar su esfera de influencia. Ambas naciones contaban con tropas estacionadas en Corea, como había sido solicitado desde diferentes facciones dentro del gobierno coreano. Las tropas chinas del Ejército de Beiyang, acantonadas en Asan, al sur de Seúl, contaban con más de 3000 hombres a principios de julio de 1894, y eran abastecidas por mar a través de la bahía de Asan. 
El plan japonés era bloquear la entrada de la bahía, mientras que sus fuerzas terrestres avanzarían por tierra para rodear al destacamento del Ejército de Beiyang en Asan antes de que pudiesen recibir refuerzos por mar. 
Algunos de los oficiales de la Flota de Beiyang (incluyendo a Fang Boqian, capitán del crucero Jiyuan y oficial de mayor graduación durante la batalla de Pungdo) eran conscientes de su delicada situación estratégica, por lo que abogaban por retirar las tropas hacia el norte, a Pyongyang, o el traslado al completo de la flota de Beiyang a Incheon, como fuerza disuasoria ante las intenciones japonesas. Sin embargo, el liderato del gobierno Qing estaba dividido entre el Virrey Li Hongzhang y su instinto de defender la flota de cualquier peligro y el Emperador Guangxu, que exigía plantar cara en el terreno. Como promesa, el destacamento Asan recibiría la protección de otros navíos chinos que operaban en aguas coreanas. 

## La batalla

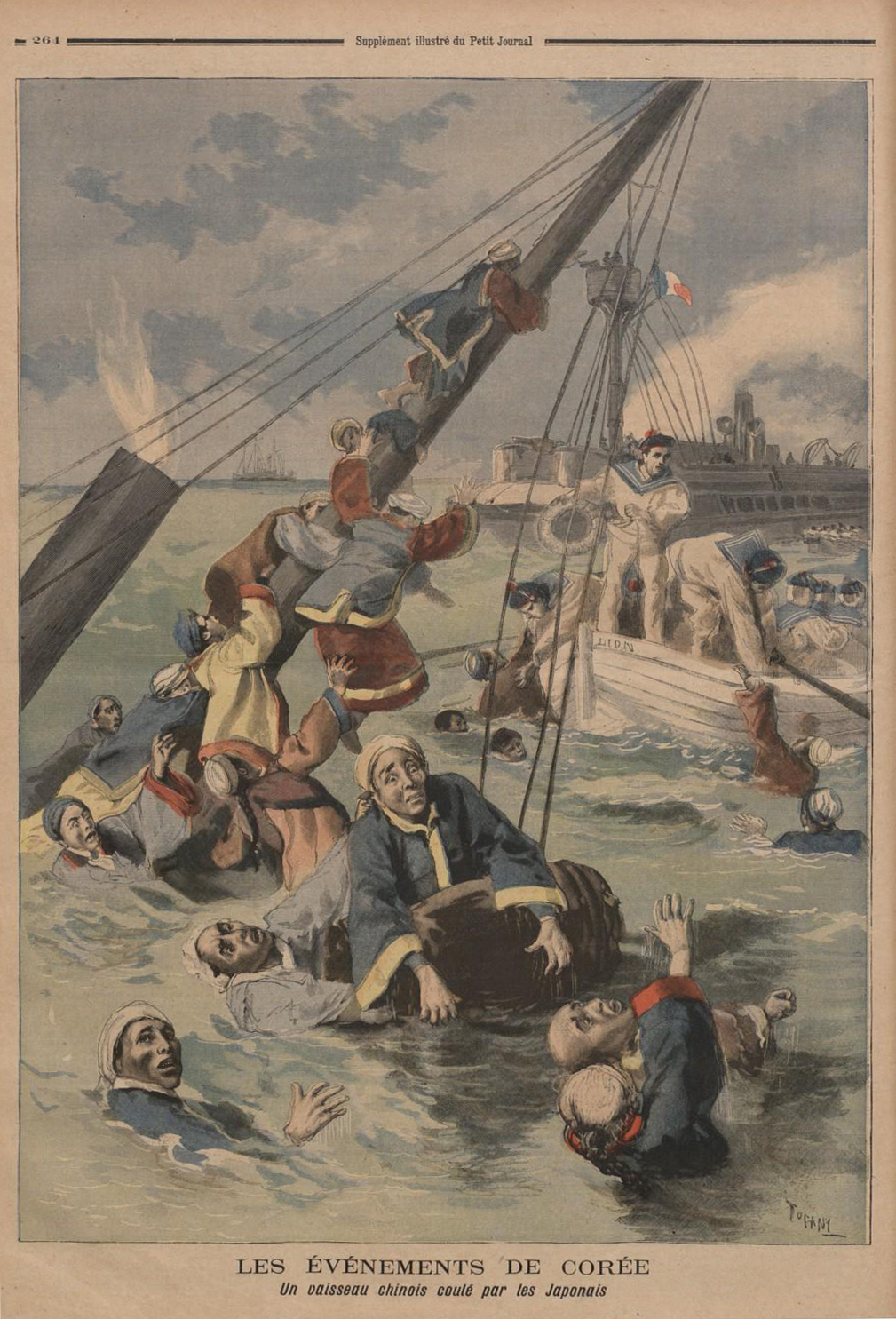
Ilustraciones del periódico francés Le Petit Journal, que muestran a supervivientes del Kowshing siendo rescatados por marineros franceses del navío Le Lion

Según informes chinos de la batalla, el crucero Jiyuan y el cañonero Kwang-yi, estacionados en Asan desde el 23 de julio, zarparon en la mañana del 25 de julio al encuentro de los transportes de tropas Kowshing y Tsao-kiang, en ruta desde Tianjin. A las 7:45 a. m., cerca de la pequeña isla de Pungdo, los dos navíos chinos fueron atacados por los cruceros japoneses Akitsushima, Naniwa y Yoshino. Los navíos chinos respondieron el ataque a las 07:52. 
Según la versión japonesa, a las 07:00 del 25 de julio, los cruceros Yoshino, Naniwa y Akitsushima, que estaban de patrulla en el Mar Amarillo cerca de la costa de Asan, se encontraron con el crucero chino Jiyuan y el cañonero Kwang-yi. Estas embarcaciones habían zarpado desde Asan para unirse al cañonero Tsao-kiang, que escoltaba al transporte Kowshing hasta Asan. Las dos embarcaciones chinas no devolvieron el saludo de las embarcaciones japonesas, tal y como requería las regulaciones marítimas internacionales, y cuando los japoneses giraron hacia el suroeste, los navíos chinos abrieron fuego. 
La batalla se luchó a corta distancia, y el Jiyuan fue rápidamente dañado, perdiendo la dirección. Sin embargo, uno de los asesores militares alemanes a bordo, llamado Hoffman, logró sustituir la caña del timón bajo fuego enemigo, devolviendo la capacidad de maniobra a la embarcación. La oportuna aparición del Kwang-yi distrajo al Naniwa y al Yoshino, lo que aprovechó el Jiyuan para escapar. El Kwang-yi encalló en unas rocas, explotando la santabárbara. El Yoshino salió a la caza del Jiyuan, pero por razones desconocidas, fue incapaz de alcanzarla, siendo más este veloz que el navío chino. Mientras tanto, el Tsao-kiang y el transporte Kowshing, operando bajo un pabellón civil británico, aparecieron en escena. A las 09:00 aproximadamente, se ordenó al Kowshing seguir al crucero Naniwa hasta el escuadrón principal de la armada japonesa. Tras una protesta formal alegando la neutralidad de la bandera británica, el capitán inglés, Thomas Ryder Galsworthy, aceptó las demandas japonesas. Sin embargo, los soldados chinos a bordo se amotinaron, amenazando con asesinar a la tripulación si no se les trasportaba a China. Tras horas de negociación, Galsworthy y la tripulación británica aprovecharon un descuido de los amotinados y abandonaron la embarcación, tratando de alcanzar el Naniwa a nado mientras eran tiroteados por los soldados chinos desde cubierta. Solo el capitñan Galsworthy y dos marineros lograron ser rescatados por los japoneses. El Naniwa abrió entonces fuego contra el transporte, hundiéndolo en pocos minutos. Unos pocos de los tripulantes (incluyendo al asesor militar alemán, el Mayor Constantin von Hanneken) lograron escapar a nado, siendo rescatados por un pescador local.
El primer oficial del Kowshing, en una entrevista al The Times el 25 de octubre de 1894, declaró que fueron distraídos por un torpedo lanzado desde el Naniwa que no llegó a explotar, y que solo logró escapar cuando el Naniwa comenzó a bombardear el Kowshing. Ya en el agua, fue tiroteado y herido por los chinos, pero logró ser rescatado por los japoneses junto con otros supervivientes europeos. También declaró que el Naniwa hundió dos botes salvavidas repletos de tropas chinas. Solo tres de los cuarenta y tres tripulantes del Kowshing sobrevivieron al hundimiento.
Las fuerzas chinas tuvieron unas 1.100 bajas, de las cuales más de 800 fueron del transporte Kowshing, frente a ninguna baja japonesa. Unos 300 chinos lograron sobrevivir llegando a nado a islas cercanas. A las 14:00 horas, el crucero Akitsushima interceptó el Tsao-kiang, que fue rápidamente capturado.

## Consecuencias
La batalla tuvo repercusiones directas en el conflicto terrestre. Los refuerzos y doce cañones a bordos del Kowshing y otros suministros militares a bordo del Tsao-kiang nunca llegaron a Asan, dejando al destacamento del ejército de Beiyang aislado y superado en número, siendo derrotados cuatro días después en la batalla de Seonghwan, tras lo que se presentaría una declaración formal de guerra.
El Naniwa estaba al mando del capitán Tōgō Heihachirō. Los dueños del Kowshing, Jardine Matheson & Co. (más conocidos por su importante papel en el comercio de opio con China) protestaron en la prensa británica y demandaron compensaciones económicos al gobierno japonés. La respuesta pública al ataque japonés sobre un navío con bandera británica estuvo a punto de provocar a un incidente diplomático entre Japón y Gran Bretaña. También se criticó a Japón por no llevar a cabo labores de rescate de los supervivientes chinos. Sin embargo, las exigencias de indemnización cesaron después de que juristas británicos dictasen que las fuerzas japonesas actuaron en conformidad con el Derecho Marítimo en relación con el trato a los amotinados.
El hundimiento fue catalogado en por el gobierno chino en su declaración formal de guerra como una más de las “acciones traidoras ” de Japón.
Otro de las consecuencias importantes de esta batalla fue la introducción de las leyes occidentales sobre trofeos marítimos en la regulación japonesa. El 21 de agosto de 1894, una nueva ley japonesa dictaminó la creación de un tribunal de presas en Sasebo para juzgar tales asuntos.
En el año 2000, una compañía coreana trató de reflotar los restos del Kowshing, argumentando a los inversores que el barco contenía un tesoro de oro y plata. El armazón quedó destruido durante la operación y solo se recuperaron unos pocos artefactos de escaso valor económico.